# Rock That Body
Rock That Body è un singolo del gruppo musicale statunitense The Black Eyed Peas, pubblicato il 16 febbraio 2010 come quinto estratto dal quinto album in studio The E.N.D..

## Descrizione
Il brano è stato prodotto da will.i.am e si caratterizza per la voce computerizzata di Fergie. Il pezzo è uno dei più elettronici dell'album.

## Video musicale
Girato il 13 gennaio 2010, il videoclip rappresenta la seconda parte di un cortometraggio iniziato con Imma Be e mostra il gruppo teletrasportarsi in una città inseguiti dal robot gigante. I quattro protagonisti si presentano con nuovi costumi sempre futuristici e delle particolari armi in grado di far ballare le persone colpite dalle onde che emettono. Perciò cominciano a sparare contro i presenti per far scatenare il loro corpo. Sfortunatamente arriva il robot gigante che cattura Fergie e parte in volo. will.i.am monta sul suo robot e lo segue per liberare l'amica. L'inseguimento termina con il robot gigante che, colpito da will.i.am con la sua arma, comincia a ballare. Il video finisce con Fergie che, terminato il sogno, riprende conoscenza e dice ai compagni di avere un'ottima idea per il loro prossimo video.

## Tracce
CD promozionale (Europa, Stati Uniti)
1. Rock That Body (Radio Edit) – 3:58

CD singolo (Europa)
1. Rock That Body – 3:59
2. Meet Me Halfway at the Remix (will.i.am Remix) – 5:49

## Classifiche
| Classifica (2009-25) | Posizione massima |
| -------------------- | ----------------- |
| Australia            | 8                 |
| Austria              | 5                 |
| Belgio (Fiandre)     | 4                 |
| Belgio (Vallonia)    | 5                 |
| Canada               | 36                |
| Finlandia            | 19                |
| Francia              | 7                 |
| Germania             | 10                |
| Grecia               | 48                |
| Irlanda              | 9                 |
| Italia               | 12                |
| Lettonia             | 4                 |
| Lituania             | 18                |
| Norvegia             | 69                |
| Nuova Zelanda        | 16                |
| Paesi Bassi          | 38                |
| Polonia              | 22                |
| Regno Unito          | 11                |
| Repubblica Ceca      | 19                |
| Russia               | 31                |
| Slovacchia           | 29                |
| Stati Uniti          | 9                 |
| Svezia               | 58                |
| Svizzera             | 17                |
| Ungheria             | 37                |